# Società Cestistica Mazzini
La Società Cestistica Mazzini è stata una società di pallacanestro con sede a Bologna.

## Storia
Nata nel 1950, sponsorizzata Moto Morini, conquista il campionato di Elette nel 1954-55. Nelle successive stagioni rimane in massima serie, ottenendo come miglior risultato un terzo posto nel 1956-57, schierando un inedito doppio pivot.
Nel 1959 si fonde con la  Sant'Agostino Bologna.